# Кавалеры ордена Святого Георгия III класса Т
Кавалеры ордена Святого Георгия III класса на букву «Т»
Список составлен по алфавиту персоналий. Приводятся фамилия, имя, отчество; звание на момент награждения; номер по спискам Григоровича — Степанова и Судравского; дата награждения. Лица, чьи имена точно идентифицировать не удалось, не викифицируются.
- Талызин, Фёдор Иванович, генерал-майор, № 351, 20 декабря 1813
- Тархан-Моуравов, Иосиф Давыдович, генерал-майор, № 507, 8 сентября 1859
- Таубе, Карл Карлович, полковник, № 370, 18 марта 1814
- Тауэнцын-Витенбург, Фридрих Эмануель фон, генерал-лейтенант прусской службы, № 316, 25 августа 1813
- Текели, Пётр Абрамович, генерал-поручик, № 40, 26 ноября 1774
- Тергукасов, Арзас Артемьевич, генерал-лейтенант, № 572, 22 июля 1878
- Теттенборн, Фридрих Карл, генерал-майор баденской службы, № 313, 31 июля 1813
- Тильман, Иоганн фон, генерал-лейтенант прусской службы, № 350, 18 декабря 1813
- Тимофеев, Николай Дмитриевич, генерал-майор, № 488, 27 января 1855
- Титов, Василий Петрович, генерал-майор, № 147, 8 апреля 1807
- Токарев, Владимир Николаевич, генерал-майор, 18 декабря 1915
- Толстой, Алексей Петрович, генерал-лейтенант, № 467, 1 сентября 1849
- Толстой, Пётр Александрович, полковник, № 118, 1 января 1795
- Толстой, Фёдор Матвеевич, секунд-майор, № 42, 26 ноября 1774
- Тормасов, Александр Петрович, генерал-майор, № 95, 18 марта 1792
- Тотлебен, Эдуард Иванович, генерал-майор, № 490, 15 июня 1855
- Трескин, Михаил Львович, генерал-майор, № 353, 28 декабря 1813
- Триковский, Николай Семёнович, генерал-майор, 26 апреля 1915
- Троцкий, Виталий Николаевич, генерал-майор, № 531, 26 ноября 1875
- Трубецкой, Василий Сергеевич, генерал-майор, № 187, 20 мая 1808
- Трубецкой, Юрий Никитич, генерал-майор, № 10, 27 июля 1770
- Трузсон, Пётр Христианович, генерал-майор, № 400, 29 октября 1827
- Труссон, Христиан Иванович, инженер-подполковник, № 120, 3 июня 1796
- Турчанинов, Павел Петрович, генерал-майор, № 336, 29 октября 1813
- Тучков, Николай Алексеевич, генерал-лейтенант, № 172, 26 августа 1807